# Верхняя Горка (Харовский район)
Верхняя Горка — деревня в Харовском районе Вологодской области.
Входит в состав Михайловского сельского поселения, с точки зрения административно-территориального деления — в Михайловский сельсовет.
Расстояние по автодороге до районного центра Харовска — 24,5 километра, до центра муниципального образования Михайловского — 7,5 километров. Ближайшие населённые пункты — Оброчное, Потапиха, Балыково.
По данным переписи в 2002 году постоянного населения не было.